# Tyyne Leivo-Larsson
Tyyne Lilja Leivo-Larsson (née Lindroos le 3 mars 1902 à Uusikirkko et morte le 1er août 1977 à Helsinki) est une femme politique finlandaise,,. 

## Biographie
Tyyne Leivo naît à Uusikirkko dans l'isthme de Carélie.
Son père Erik Johan Leivo, est un ouvrier originaire de Sysmä, et sa mère est Sofia Vilhelmiina Saarinen.
La famille a s'installe à Helsinki en 1904. 
À l'âge de 16 ans, Tyyne Leivo participe à la bataille de Tampere pendant la guerre civile finlandaise.
Tyyne Leivo obtient son diplôme de fin d'études secondaires en 1918 à la nouvelle école pour filles d'Helsinki. 
Elle étudié a l'école supérieure populaire de 1925 à 1929, dans le but d'obtenir un diplôme de journaliste, mais elle n'obtiendra pas le diplôme.

## Carrière politique
Tyyne Leivo-Larsson est députée SDP de la circonscription d'Uusimaa du 22 juillet 1948 au 28 mars 1954 puis de la circonscription d'Helsinki du 29 mars 1954 au 21 juillet 1958 et députée TPSL de la circonscription d'Helsinki du 5 avril 1966 au 22 mars 1970,.
Tyyne Leivo-Larsson est vice-Premier ministre du gouvernement Kuuskoski (26.04.1958–28.08.1958), Ministre des Affaires sociales des gouvernements Fagerholm I (04.03.1949–17.03.1950), Törngren (05.05.1954–19.10.1954) et Fagerholm II (17.05.1957–27.05.1957),.
Elle est aussi vice-Ministre des Affaires sociales des gouvernements Fagerholm I (29.07.1948–16.03.1950), Kekkonen V (20.10.1954–02.03.1956), Fagerholm II (03.03.1956–16.05.1957) et Kuuskoski (02.05.1958–28.08.1958) ainsi que ministre au Cabinet du Premier ministre du gouvernement Kuuskoski (26.04.1958–28.08.1958),.
Elle sera aussi Ambassadrice de Finlande à Oslo de 1958 à 1965, envoyée à Reykjavik de 1959 à 1964 et ambassadrice à Reykjavik de 1964 à 1965.